# بلک ریور (مکیناک کانتی)
بلک ریور (مکیناک کانتی) (به انگلیسی: Black River (Mackinac County)) رودخانه‌ای است که در ایالات متحده آمریکا جریان دارد.